# Antonio Ruiz Cervilla
Antonio Ruiz Cervilla (nascut el 31 de juliol de 1937) és un migcampista i entrenador de futbol espanyol retirat.

## Carrera com a jugador
Nascut a Guadalupe de Maciascoque, Regió de Múrcia, Ruiz va jugar cinc anys amb el Reial Madrid, debutant a la Lliga el 21 d'abril de 1957 en una victòria per 4-1 a casa contra el Celta de Vigo. Només va jugar 15 partits en les seves tres primeres temporades combinades, afegint cinc partits complets a la campanya 1958-59 del club a la Copa d'Europa, inclosa la victòria per 2-0 a la final contra l'Stade de Reims.
El 1962, Ruiz va fitxar pel Deportivo de La Coruña en qualitat de cedit, sent titular indiscutible durant la seva única temporada però patint el descens. Deslligat pels Merengues, va passar cinc de les set temporades següents a Segona Divisió, amb una de les dues excepcions la temporada 1964-65 amb el Real Murcia, que va acabar amb el descens a la màxima categoria. Es va retirar el 1970 als 33 anys, amb un total de 103 partits i cinc gols a la primera divisió espanyola.

## Carrera com a entrenador
Immediatament després de retirar-se, Ruiz va començar a entrenar, i la seva primera parada va ser l'equip B del Múrcia. En les tres dècades següents va dirigir vuit clubs més, intercalats amb diversos períodes d'inactivitat.
De 1979 a 1981, Ruiz va estar a càrrec de la UD Las Palmas a la màxima categoria, però va ser destituït al principi de la seva segona temporada, que va acabar amb un ajustat escapçament del descens. Les temporades 1984–85 i 1994–95, a la mateixa divisió, va acumular 30 partits amb l'Elche CF i el CD Logroñés junts, i tots dos equips van acabar baixant de nivell; l'equip de La Rioja va tenir no menys de cinc entrenadors durant tota la temporada, acabant amb la mínima històrica de 13 punts.

## Palmarès

### Reial Madrid
- La Lliga: 1956–57, 1957–58, 1960–61, 1961–62
- Copa del Generalíssim: 1961–62
- Copa d'Europa: 1956–57, 1957–58, 1958–59, 1959-60
- Copa Intercontinental: 1960
- Copa Llatina: 1957